# Nicky Boom
Nicky Boom is een platformspel voor onder meer de Commodore Amiga. Het spel werd uitgebracht in 1992. Het is een platformspel waar tegen insecten gevochten moet worden.

## Ontvangst
| Beoordeeld door | Platform | Datum         | Score |
| --------------- | -------- | ------------- | ----- |
| Amiga Format    | Amiga    | januari 1993  | 88%   |
| Amiga Computing | Amiga    | februari 1993 | 82%   |
| Atari ST User   | Atari ST | januari 1993  | 82%   |
| CU Amiga        | Amiga    | januari 1993  | 65%   |
| Amiga Joker     | Amiga    | november 1992 | 64%   |
| Amiga Power     | Amiga    | januari 1993  | 50%   |
| Power Play      | Amiga    | oktober 1992  | 43%   |